# Alois Franz Rottensteiner
Alois Franz Rottensteiner (geboren 30. September 1911 in Neunkirchen, Österreich-Ungarn; gestorben 11. Juni 1982 in Wien) war ein österreichischer Kinderbuchautor und Verlagslektor. Seine Bücher erschienen unter dem Pseudonym Alexis Steiner.

## Leben
Alois Franz Rottensteiner erlernte den Schriftsetzerberuf. 1932 ging er mit seiner Familie in die Sowjetunion und kehrte 1937 zurück. Nach dem Anschluss Österreichs 1938 wurde er von der Gestapo als politisch unzuverlässig überwacht. Rottensteiner war Soldat im Zweiten Weltkrieg und wurde als Russisch-Dolmetscher eingesetzt.
Nach Kriegsende wurde Rottensteiner Leiter des Buchverlags Tagblattbibliothek, der vom KPÖ-Verlag Globus-Verlag kontrolliert wurde. Von 1952 bis 1955 arbeitete er als Filmdramaturg bei der Wien-Film und danach als Lektor beim Verlag Jugend und Volk, ab 1961 beim Österreichischen Bundesverlag.
Unter dem Pseudonym Alexis Steiner schrieb er Kinder- und Jugendbücher. Er erhielt 1962 für das Buch Die stille, die heilige Nacht den Österreichischen Kinder- und Jugendbuchpreis. Rottensteiner übersetzte Werke von Puschkin, Gogol und Tolstoi aus dem Russischen.

## Werke (Auswahl)
- Kriki, das tapfere Entlein. Nach einem Motiv von D. N. Mamin. Illustrationen Wilhelm Jaruska. Wien : Jugend und Volk, 1956
- Kriki und ihre Kinder. Illustrationen Wilhelm Jaruska. Wien : Jugend und Volk, 1959
- Ich bin der Ferdi Obermüller. Illustrationen Emanuela Wallenta. Wien : Jugend und Volk, 1960
- Die stille, die heilige Nacht. Illustrationen Adalbert Pilch. Wien : Österreichischer Bundesverlag, 1962
- Frohe Fahrt ins Kinderparadies. Illustrationen Wilhelm Jaruska. Wien : Österreichischer Bundesverlag, 1963
- Alle meine Pferde. Illustrationen Wilhelm Jaruska. Wien : Österreichischer Bundesverlag, 1963
- (Hrsg.): Kleiner Freund im Federkleid : Gedichte für unsere Kinder. Illustrationen Adalbert Pilch. Wien : Österreichischer Bundesverlag, 1964
- Das Märchen vom Rübenziehen. Illustrationen Emanuela Delignon. Wien : Österreichischer Bundesverlag, 1968